# Пакао на хоризонту
Пакао на хоризонту (енгл. Deepwater Horizon) је амерички биографски филм из 2016. године редитеља Питера Берга. Сценаристи су Метју Мајкл Карнахан и Метју Санд. Продуценти филма су Лоренцо ди Бонавентура, Марк Вахрејдиан, Марк Волберг, Стефен Левинсон и Дејвид Вомарк. Музику је компоновао Стив Јаблонски.
Глумачку екипу чине Марк Волберг, Курт Расел, Џон Малкович, Џина Родригез, Дилан О'Брајан и Кејт Хадсон. Светска премијера филма је била одржана 30. септембра 2016. у Сједињеним Америчким Државама. 
Буџет филма је износио 156 милиона долара, а зарада од филма је 119 500 000 долара.

## Радња
Филм прати догађаје из 2010. године, када се одвијала највећа катастрофа за коју је заслужан људски фактор. Нафтна платформа Deepwater Horizon у мексичком заливу није вођена по прописима и дошло је до експлозије платформе и великог загађења услед цурења нафте. Узрок катастрофе била је ерупција нафте са морског дна која је настала након распада и експлозије нафтне платформе. Осим Марка Волберга, у филму се појављују Курт Расел, Џон Малкович, добитница награде Златног глобуса Џина Родригез, Дилан О'Брајан и Кејт Хадсон.

## Улоге
| Глумац         | Улога             |
| -------------- | ----------------- |
| Марк Волберг   | Мајк Вилијамс     |
| Курт Расел     | Џими Харел        |
| Џон Малкович   | Доналд Видрајн    |
| Џина Родригез  | Андреа Флејтас    |
| Дилан О'Брајан | Кејлеб Холовеј    |
| Кејт Хадсон    | Фелисија Вилијамс |
| Итан Супли     | Џејсон Андерсон   |